# Croix-Rouge sénégalaise
La Croix-Rouge sénégalaise (CRS) est une organisation sociale et humanitaire sénégalaise indépendante et neutre qui travaille selon les sept principes du Mouvement international de la Croix-Rouge et du Croissant-Rouge, dont elle est membre. 
La CRS est organisée en comités, avec 14 comités régionaux et 45 comités départementaux.

## Histoire
La Croix-Rouge sénégalaise fut créée en 1962, sur la base de la Convention de Genève de 1949 et de leur Protocoles additionnels. La CRS est reconnue d'utilité publique au Sénégal par le décret 63055 du 29 janvier 1963, en développant un travail d'auxiliaire des pouvoirs publics dans le domaine humanitaire. Fut reconnue par le Comité international de la Croix-Rouge en août 1963, et la même année elle devient membre de la Fédération internationale des Sociétés de la Croix-Rouge et du Croissant-Rouge.